# Ленърд Уайтинг
Ленард Уайтинг (на английски: Leonard Whiting) е британски актьор, известен най-вече с ролята си на Ромео във филма на Франко Дзефирели от 1968 г. Ромео и Жулиета. В ролята на Жулиета играе Оливия Хъси. За тази си роля Ленард получава Златен глобус едва 18-годишен.
Забелязан е от агент още когато е 12-годишен. Когато Дзефирели провежда кастинги за ролята на Ромео, той трябва да избира между 300 младежи. Това, което му прави впечатление в Ленард, е изключително красивото му лице, нежният меланхоличен поглед и милият, идеалистичен ореол, с който всеки си представя Ромео. Затова решава, че е най-подходящият кандидат за своя филм.
Ленард Уайтинг прекъсва филмовата си кариера през 1973 г., но продължава да играе на сцена и участва в други форми на сценичното изкуство. През 1970-те е забелязан от Алън Парсънс с гласовите си възможности. Последният го кани на записи и Ланърд Уайтинг изпълнява песента „Гарванът“ от първия албум на групата Алън Парсънс Проджект - Tales of Mystery and Imagination.